# 21e armée (Japon)
Pour les articles homonymes, voir 21e armée.
La 21e armée (第21軍, Dai-ni-jū-ichi gun) est une unité de l'armée impériale japonaise basée à Canton en Chine durant la Seconde Guerre mondiale.

## Histoire
La 21e armée est créée le 19 septembre 1938 sous le contrôle du quartier-général impérial. Elle est transférée sous le contrôle de l'armée expéditionnaire japonaise de Chine le 23 septembre 1939 et affectée au premier rôle de l'opération Canton (l'invasion de la province du Guangdong dans le Sud de la Chine), avec la 5e flotte.
Le 12 octobre, les 18e et 104e (en) débarquent, suivi des unités de commandement le lendemain. Le 21 octobre, la capitale de la province, Canton, passe sous contrôle japonais. La 5e divivion remonte la rivière des Perles et capture la ville de Foshan le 5 novembre. À la fin du mois de novembre, la province entière est sous contrôle japonais.
La 21e armée est dissoute le 9 février 1940. Ses commandants rejoignent l'État-major de l'armée régionale japonaise de Chine du Sud et ses divisions sont réaffectées sans d'autres régions.

## Commandement

### Commandants
|   | Nom                   | De               | À               |
| - | --------------------- | ---------------- | --------------- |
| 1 | Général Motoo Furushō | 8 septembre 1938 | 9 novembre 1938 |
| 2 | Général Rikichi Andō  | 9 novembre 1938  | 10 février 1940 |

### Chef d'État-major
|   | Nom                                   | De                | À                 |
| - | ------------------------------------- | ----------------- | ----------------- |
| 1 | Lieutenant-général Hisakazu Tanaka    | 8 septembre 1938  | 1er août 1939     |
| 2 | Lieutenant-général Yuitsu Tsuchihashi | 1er août 1939     | 1er décembre 1939 |
| 3 | Major-général Hiroshi Konpon          | 1er décembre 1939 | 10 février 1940   |